# Vollrath Lübbe
Vollrath Lübbe (ur. 4 marca 1894 w Klein Lunow, zm. 4 kwietnia 1969) – niemiecki wojskowy.
Wziął udział w I wojnie światowej w 103 pułku piechoty. Od 1938 roku dowodził 13 pułkiem strzelców z 5 Dywizji Pancernej. Od czerwca 1939 roku pułkownik, od października 1942 roku generał major. Za dowodzenie 2 Dywizją Pancerną dostał, już w stopniu generała porucznika, Krzyż Rycerski. W lutym 1944 roku przeniesiony do rezerwy, od kwietnia przejmował dowodzenie kolejno nad 81 Dywizją Piechoty i później 462 Dywizją Piechoty we Francji. Z tą ostatnią brał udział w walkach o Metz i Akwizgran. W listopadzie 1944 stał na czele 49 Dywizji Piechoty. Pod koniec grudnia 1944 roku dowodził 433 Dywizją, wraz z którą trafił do sowieckiej niewoli na początku lutego 1945 r. Opuścił ją dopiero w październiku 1955 roku.

## Odznaczenia
- Krzyż Kawalerski II Klasy Orderu Alberta[2]
- Krzyż Kawalerski II Klasy Orderu Lwa Zeryngeńskiego[2]
- Krzyż Honorowy dla Walczących na Froncie[2]
- Okucie Ponownego Nadania Krzyża Żelaznego II Klasy (20 sierpnia 1940)[2]
- Okucie Ponownego Nadania Krzyża Żelaznego I Klasy (7 lipca 1941)[2]
- Złoty Krzyż Niemiecki (6 marca 1943)[2]
- Krzyż Rycerski Krzyża Żelaznego (17 sierpnia 1943)[2]